# 파리드 맘마도프
파리드 맘마도프(Fərid Məmmədov, 1991년 8월 30일 ~ )는 아제르바이잔의 가수이다. 유로비전 송 콘테스트 2013에서 아제르바이잔 대표로 참가했다.